# Петаре (футбольный клуб)
«Пета́ре» (исп. Petare Futbol Club) — третий по количеству выигранных чемпионатов страны футбольный клуб Венесуэлы из города Каракаса. Пятикратный чемпион страны.

## История
Команда была основана 18 августа 1948 года девятью выходцами из Италии под названием «Депортиво Италия» (исп. Deportivo Italia). Они дали команде название в честь своей родины, а также синие цвета, в которых выступает сборная Италии.
«Золотым» периодом в истории команды были 1960-е годы: «Депортиво Италия» трижды становилась чемпионом Венесуэлы (1961, 1963, 1966) и столько же раз — обладателем Кубка страны (1961, 1962, 1970). Четвёртый чемпионский титул был завоёван в 1972 году, то есть примерно в тот же исторический период. С 1965 по 1971 год команда пять раз занимала второе место в чемпионате (в том числе четыре раза подряд — с 1968 по 1971 год). С 1964 по 1972 год «Депортиво Италия» шесть раз принимала участие в розыгрыше Кубка Либертадорес. В 1969 году команда дошла до 1/4 финала этого турнира — лучший результат в истории клуба.
Для сравнения — после 1972 года команда ещё лишь один раз стала чемпионом Венесуэлы — в 1999 году, и трижды принимала участие в Кубка Либертадорес (1985, 2000, 2001 годы, в последних двух случаях это были лишь предварительные раунды турнира).
С августа 1998 по 2006 год команда называлась «Депортиво Италчакао» — в результате объединения с командой «Депортиво Чакао» (исп. Deportivo Chacao F.C.). В 2006 году было возвращено прежнее название, а в июле 2010 года клуб переименовали в «Депортиво Петаре». С 2015 года клуб вновь был переименован в ФК «Петаре» (Petare Futbol Club).

## Достижения
- Чемпион Венесуэлы (5): 1961, 1963, 1966, 1972, 1999
- Кубок Венесуэлы (3): 1961, 1962, 1970
  - Вице-чемпион Венесуэлы (8): 1965, 1968, 1969, 1970, 1971, 1984, 1999/00, 2008/09
  - Финалист Кубка Венесуэлы (1): 1976
  - 10 участий в Кубке Либертадорес (включая 2010 год)